# Mencke-Expedition
Die Mencke-Expedition war eine private Forschungs- und Sammelreise nach Deutsch-Neuguinea und zum Bismarck-Archipel in den Jahren 1900 und 1901. Von Bruno Mencke, dem Initiator, Finanzier und Leiter der Unternehmung (* 6. Juni 1877, † 2. April 1901), wurde sie zur Ersten Deutschen Südsee-Expedition erklärt. Nach einer tödlichen Auseinandersetzung mit Einheimischen wurde die Expedition abgebrochen.

## Hintergrund und Vorbereitungen
Das Vermögen seines verstorbenen Vaters Eberhard Mencke, eines wohlhabenden Besitzers von Schokoladen- und Zuckerfabriken in Braunschweig, versetzte den jungen Forscher und Abenteurer Bruno Mencke in die Lage, eine groß angelegte Expedition zu planen. Mencke rüstete das Forschungsschiff Eberhard für eine zweijährige Reise aus. Die als Dreimast-Toppsegelschoner getakelte Dampfyacht war unter dem Namen Princesse Alice (I) im Besitz des Fürsten Albert I. von Monaco gewesen und für zoologische Tiefseeforschungen benutzt worden. Das Schiff war mit den damals modernsten wissenschaftlichen Laboren, Netzen und Fangapparaten ausgestattet.
Als Naturforscher begleiteten Mencke, der hauptsächlich ethnologische Interessen verfolgte, der Zoologe Oskar Heinroth, Georg Duncker als Experte für marine Zoologie und der Präparator Paul Kothe. Duncker verließ die Expedition unmittelbar nach der Ankunft in Herbertshöhe in Deutsch-Neuguinea, Kothe erkrankte und trat im April 1901 die Heimreise an. Weitere Teilnehmer der Expedition waren Menckes Sekretär Ludwig Caro (* 29. August 1877 in Striesen, † 31. März 1901 auf St. Matthias im Bismarck-Archipel) sowie der Seemann Hugo Krebs. Der 23 Jahre alte Caro war als Sekretär des Gouverneurs von Deutsch-Neuguinea, Rudolf von Bennigsen tätig gewesen, bevor er sich Menckes Expedition anschloss.

## Anreise und Einrichtung des Lagers
Im Juli 1900 verließ die Eberhard den Hafen von Hamburg. Über Neapel, Port Said, das Rote Meer und Aden kamen die Forschungsreisenden am 8. September 1900 nach Colombo. Hier machte Mencke und Heinroth eine mehrtägige Exkursion bis an die Nordostküste Ceylons. Am 29. September erreichte die Dampfyacht Singapur. Vom 1. Oktober bis 28. Oktober 1900 wurden mehrere Ausflüge unternommen und Sammlungen gemacht. Im Dezember 1900 traf die Expedition in Herbertshöhe auf Neupommern ein.
Mitte März 1901 landeten die Forscher mit 40 Einheimischen, darunter zwölf Polizeisoldaten auf Mussau, der Hauptinsel der St.-Matthias-Inseln.
Auf einer Anhöhe an der Südküste
wurde ein Lager aufgeschlagen. Während die Expeditionsteilnehmer eine Rundfahrt um die Insel unternahmen, beseitigten die Polizisten in einem Umkreis von 100 m um das Lager die Vegetation, dabei wurden auch mehrere Kokospalmen gefällt oder beschädigt. Einige Tage nach der Ankunft der Expedition fuhr die Eberhard nach Herbertshöhe, um Kohle zu bunkern und weitere Ausrüstungsgegenstände zu holen.

## Dramatisches Ende

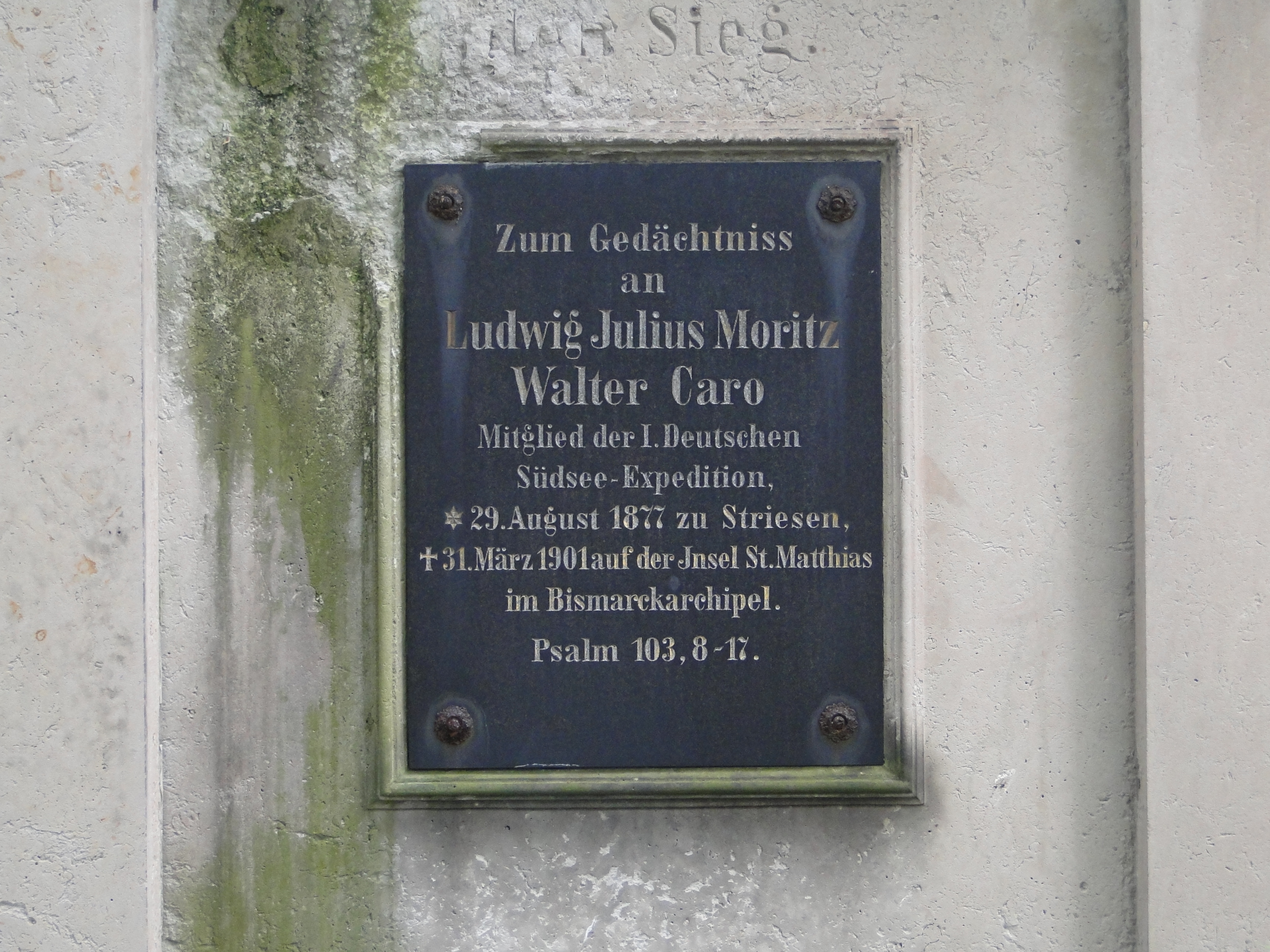
Gedenktafel für Ludwig Caro in Dresden

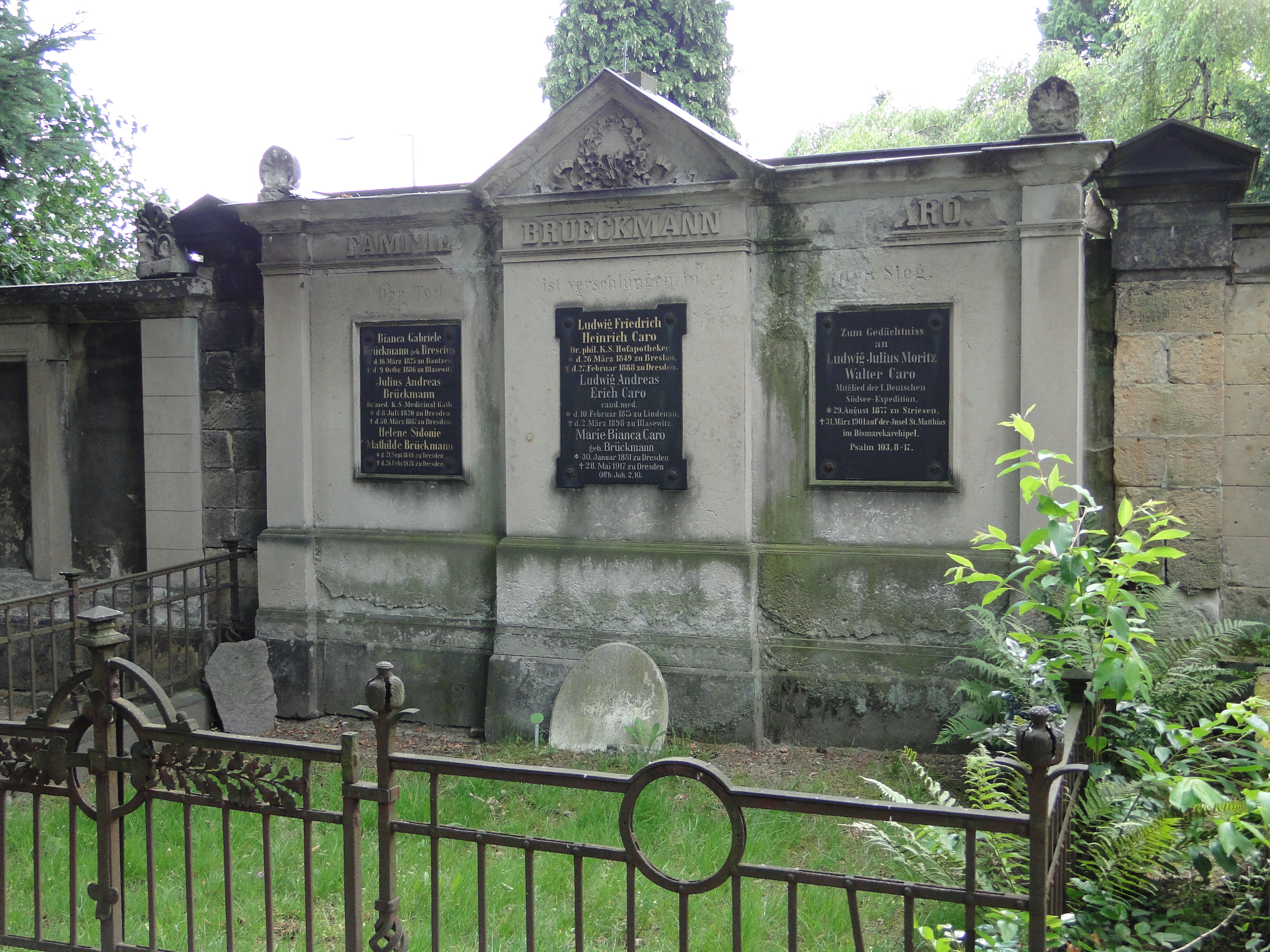
Das Familiengrab Caro auf dem Johannisfriedhof in Dresden

Am 30. März abends befahl Caro die Reinigung aller Mauser-Gewehre. Als am Morgen des 1. April Einheimische das Lager der Expedition angriffen, waren die Waffen nicht einsatzbereit, da sie von den Polizisten zerlegt worden waren. Mencke und Caro schliefen noch in ihrem Zelt, während Heinroth schon aufgestanden war. Der Unteroffizier Tapitan weckte Mencke, um ihm mitzuteilen, dass Insulaner in der Nähe des Lagers gesehen wurden. Mencke verkannte den Ernst der Situation, beschwichtigte Tapitan und legte sich wieder hin. Unmittelbar danach griffen die Einheimischen das Zelt der Europäer mit Speeren an. Caro wurde getötet, Mencke schwer verletzt. Heinroth verteidigte sich trotz einer Beinverletzung mit seiner Pistole, Krebs, der ebenfalls verwundet wurde, konnte Mencke zum Strand tragen und in eines der Boote legen. Die Polizisten, die inzwischen ihre Gewehre schussbereit machen konnten, deckten den Rückzug der Expedition, bei dem die Leichen von Caro und zwei Polizeisoldaten zurückgelassen werden mussten. Unter den Angreifern gab es etwa 17 Verletzte. In Kaleu, einer Handelsstation auf einer benachbarten Insel, erlag Mencke am 2. April 1901 seinen Verletzungen. Er wurde in unmittelbarer Nähe der Station beerdigt. Tapitan, der mit einigen Polizisten am selben Tag zum Lager zurückkehrte, musste feststellen, dass die drei Leichen verschwunden waren. Nach zeitgenössischen Ansichten muss davon ausgegangen werden, dass sie verzehrt wurden, ein Beweis und damit die letzte Gewissheit fehlen jedoch. Nach der Rückkehr der Eberhard verließ Heinroth die Insel. Die Forschungsreise hatte ein vorzeitiges Ende gefunden. Caros Familie brachte am Familiengrab Caro auf dem Dresdner Johannisfriedhof eine Gedenktafel für Caro an.

## Strafexpedition
Im Sommer 1901 richteten Angehörige der Polizeitruppe und eine Landungsabteilung des Kreuzers Cormoran unter dem Kommandanten Korvettenkapitän Max Grapow auf Mussau ein Massaker unter den Bewohnern der Insel an. Sie trieben zahlreiche Menschen in ein Höhlensystem und erschossen jeden, der versuchte, die Höhlen zu verlassen. 81 Einheimische, darunter viele Frauen und Kinder, wurden getötet.
Als Gouverneur Albert Hahl im September 1903 die Insel besuchte, fand er das Grab Menckes geöffnet vor. Die sterblichen Überreste des Forschers waren entfernt worden. Nur ein Oberkieferknochen mit Backenzähnen konnte noch gefunden werden. Anhand der Goldfüllungen wurde Mencke identifiziert.

## Ergebnisse
Oskar Heinroth kehrte im Oktober 1901 mit wichtigen zoologischen Sammlungen nach Deutschland zurück. Im Journal für Ornithologie Nr. 50 veröffentlichte er 1902 den Beitrag: Ornithologische Ergebnisse der I. Deutschen Südsee Expedition von Br. Mencke.